# Antonio Flecha
Antonio Narciso Flecha Álvarez, detto Antuco (Lima, 14 aprile 1912 – San Isidro, 6 gennaio 1967), è stato un cestista peruviano.

## Carriera
Con il Perù ha preso parte alle Olimpiadi del 1936, disputando una partita.